# San Sebastián, Guerrero
San Sebastián är en ort i Mexiko.   Den ligger i kommunen Ajuchitlán del Progreso och delstaten Guerrero, i den södra delen av landet, 200 km sydväst om huvudstaden Mexico City. San Sebastián ligger 335 meter över havet och antalet invånare är 127.
Terrängen runt San Sebastián är varierad. Runt San Sebastián är det ganska glesbefolkat, med 21 invånare per kvadratkilometer. Närmaste större samhälle är Ajuchitlán del Progreso, 6,3 km norr om San Sebastián. I omgivningarna runt San Sebastián växer huvudsakligen savannskog.